# 名鉄津島線
津島線（つしません）は、愛知県清須市の須ヶ口駅から愛知県津島市の津島駅までを結ぶ名古屋鉄道（名鉄）の鉄道路線。

## 概要
名古屋鉄道の前身である名古屋電気鉄道が最初期に建設した名古屋市郊外路線（「郡部線」）の一つで、津島街道に沿って津島市に至る通勤通学路線である。沿線は海抜ゼロメートル地帯を擁する低湿地帯であり、伊勢湾台風や東海豪雨といった水害を何度も経験している。一方で、伊勢湾台風罹災後の復興で沿線のベッドタウン化が進行し、津島線も通勤通学路線としての色彩が濃くなった。通勤対策として投入された6000系電車の出発式も津島線で行われている。
運賃計算区分はB（運賃計算に用いる距離は営業キロの1.15倍）。すべての駅でmanacaなどの交通系ICカード全国相互利用サービス対応カードが使用できる。

### 路線データ
- 路線距離（営業キロ）：11.8 km[2]
- 軌間：1,067 mm
- 駅数：8駅（起終点駅含む）
- 複線区間：全線[2]
- 電化区間：全線電化（直流1,500 V）
- 閉塞方式：自動閉塞式[2]
- 保安装置：M式ATS[2]
- 最高速度：105 km/h[2]
- 最小曲線半径：200 m（須ヶ口駅構内。上り3番線進入箇所のみ160m）

## 歴史
名古屋から尾張地方西部へ鉄道を敷設しようとする運動は鉄道黎明期から存在し、名古屋から津島を経て桑名に至る「尾勢電気鉄道」計画が1889年（明治22年）6月に出願されているが、当時の電気鉄道の技術は未成熟で、実現は困難であるとして却下されている。その後、この地方初の私鉄として関西鉄道（現在のJR関西本線）が開業したが、同社線は津島を経由しなかった。折しも時勢は第二次鉄道ブームの真っ只中であり、この地域でも津島街道（津島上街道）・佐屋街道沿いで名古屋と津島とを結ぶ鉄道計画が多数出願されてはいた。しかしこれらは関西鉄道との競合を理由に全て却下され、結局この時期に開業に至ったのは関西鉄道と競合しない尾西鉄道（弥富駅 - 一宮間）だけであった。
その後も名古屋 - 津島間の鉄道敷設の模索は続いた。1900年代後半になると、阪神電気鉄道のように（私設鉄道法による「鉄道」ではなく）軌道条例による「軌道」とすることで特許を手中に収めるケースも増えてきた。名古屋周辺でも同様の動きがあり、1906年（明治39年）11月になると「尾張電気鉄道」「津島電気鉄道」「名古屋電気鉄道（以下、名電とする）」の三社が名古屋 - 津島間の鉄道計画を申請している。同区間の特許は競合の末名電が敷設権を勝ち取り、1907年（明治40年）には軌道条例による特許が下付された（電車・貨車連結運転のため後に軽便鉄道法による軽便鉄道に変更した）。
名電の計画路線は津島街道経由のルートを取っていた。これは同社「郡部線」の拠点となる押切町駅から庄内川を渡った枇杷島橋駅（現・枇杷島分岐点）から枝分かれするルートを選択したためで、佐屋街道経由と比べると遠回りであった。そのため、名電のように郊外鉄道（インターアーバン）の建設を目論んだ名古屋土地（後の中村電気軌道）や名電の津島進出に対抗したい尾西鉄道など、名電が津島線の特許を得た後も数社が佐屋街道経由ルートでの鉄道建設に名乗りを上げたが、いずれの計画も特許・免許が得られず未成に終わっている。
津島線は申請の段階では他の郡部線計画より先行していたが、用地買収と橋梁材製作に手間取ったことから、建設の段階では他線の後れを取った。測量は1910年（明治43年）10月頃より開始し、1912年（大正元年）12月には津島方面から工事に着手した。河川が多い沿線では鉄道による河川の分断について上流側と下流側とで意見が分かれており、名電や地元自治体は意見調整に奔走した（最終的には愛知県に調停を求め、1913年（大正2年）6月頃解決した）。
路線は1914年（大正3年）1月に完成し、同23日に開業した。当時は枇杷島橋駅 - 新津島駅間が津島線で、6の停車場（西枇杷島、須ヶ口、甚目寺、木田、勝幡、新津島）と4の停留場（新川橋、七宝、青塚、藤浪）が設けられた。既に1913年11月より押切町駅から柳橋駅への市内線乗り入れが実施されていたため、津島線の列車も柳橋駅発着となった。
津島線の開業が尾西鉄道に与えた影響は大きく、同社は名電に対抗するため中村線（現在の名古屋本線の一部）の建設など様々な策を講じたが、1925年（大正14年）には名古屋鉄道に鉄道事業を譲り渡すことになる。これにより津島駅も名鉄の駅となったため、新津島駅から100mほど枇杷島橋方に構内乗換場を設けて乗換の便宜を図った。その後、新津島・津島間の乗換問題は1931年（昭和6年）に両駅を統合することで抜本的な解決を見た。
一方、名古屋鉄道は名古屋 - 岐阜間の都市間連絡鉄道を求めて美濃電気軌道を合併し、名岐鉄道となった。既存の路線を繋ぎ合わせる新線が建設され、須ヶ口駅から分岐していた清洲線は国府宮駅 - 丸ノ内駅間の開業により一部区間が名岐線に編入された。そして愛知電気鉄道との合併を経た1941年（昭和16年）、東西連絡線のうち東枇杷島信号所 - 新名古屋駅（現・名鉄名古屋駅）間が開通。開通区間および一宮線東枇杷島信号所 - 枇杷島橋駅間、津島線枇杷島橋駅 - 須ヶ口駅間が名岐線に編入され、津島線は須ヶ口駅 - 津島駅間となった。

### 年表
- 1906年（明治39年）11月5日：軌道敷設特許申請（名古屋市押切町 - 海東郡津島町間）[29]。
- 1907年（明治40年）
  - 3月8日：申請区間を西春日井郡西枇杷島町 - 海東郡津島町間に変更[30]。
  - 12月10日：軌道特許状下付[30][31]。
- 1910年（明治43年）10月頃：測量開始[18]。
- 1911年（明治44年）7月1日：津島線・一宮線・犬山線建設のため社債150万円発行[32]。
- 1912年（明治45年）
  - 3月12日：軽便鉄道法の適用を受ける[32][33]。
  - 12月：津島方面より建設着手[17]。
- 1914年（大正3年）
  - 1月：枇杷島橋駅 - 新津島駅間竣工[17]。
  - 1月23日：津島線として枇杷島橋駅 - 須ヶ口駅 - 新津島駅間開業[19][34]。
  - 7月3日：甚目寺駅 - 七宝駅間に新居屋駅開業[35]。
- 1915年（大正4年）7月24日：藤浪駅 - 新津島駅間に津島口駅開業[36]。
- 1921年（大正10年）7月1日：名古屋電気鉄道が津島線などを名古屋鉄道へ譲渡[20][37]。
- 1930年（昭和5年）9月5日：社名を名岐鉄道に変更[38]。
- 1931年（昭和6年）10月25日：新津島駅を尾西線の津島駅に統合[24][注釈 8]。
- 1935年（昭和10年）8月1日：名岐鉄道が愛知電気鉄道と合併して名古屋鉄道となる[39]。
- 1941年（昭和16年）8月12日：枇杷島橋駅 - 須ヶ口駅間が名岐線に編入され、津島線は須ヶ口駅 - 津島駅間となる[28]。
- 1944年（昭和19年）：新居屋駅、津島口駅休止[40]。
- 1948年（昭和23年）5月12日：架線電圧を600 Vから1500 Vに昇圧[41]。
- 1959年（昭和34年）
  - 9月26日：伊勢湾台風によって津島線全線が冠水[42]。
  - 10月1日：須ヶ口駅 - 藤浪駅間営業再開[43]。
  - 10月10日：藤浪駅 - 津島口仮乗降場[注釈 9]間の運行を減水時に実施[43]。
  - 10月14日：藤浪駅 - 津島駅間の運行を減水時に実施[43]。以降、11月9日まで潮の干満により運転区間が変化[43]。
  - 11月23日：尾西線弥富駅 - 津島駅間の復旧により津島駅営業再開[7]。
- 1961年（昭和36年）6月27日：集中豪雨により冠水。甚目寺駅以西を運休[9]。
- 1968年（昭和43年）5月3日：津島駅付近高架化[44]。
- 1969年（昭和44年）4月5日：休止中の新居屋駅、津島口駅廃止[40]。
- 1981年（昭和56年）1月8日：8両編成の運行を開始[45]。
- 2000年（平成12年）9月11日：東海豪雨により津島線及び須ヶ口駅、七宝駅、木田駅、青塚駅、勝幡駅構内が冠水。9月13日午後10時45分復旧[6]。
- 2002年（平成14年）7月13日：勝幡駅 - 津島駅間高架化（県道あま愛西線ほかと立体交差化）[23]。
- 2005年（平成17年）7月14日：トランパス導入。

## 運行形態
津島線内で完結する列車は数本しかなく、津島側では大半の列車が尾西線佐屋、弥富方面へ直通し、須ヶ口側では半数以上の列車が名古屋本線名鉄名古屋方面へ直通している。また、名古屋本線では名鉄岐阜方面の普通列車が須ヶ口駅発着となっているため、名古屋本線に編入された旧・津島線区間（枇杷島分岐点 - 須ヶ口間）のローカル運用（準急・普通列車）は現在でも津島線直通列車が担っている。
パターンダイヤは時間帯によって以下のように変化する。
| 型 | 方向  | 接続先   | …              | 神宮前         | 神宮前         | …              | 名鉄名古屋     | 名鉄名古屋     | …              | 須ヶ口         | 須ヶ口      | …           | 津島        | 津島        | 日比野      | 佐屋        | 佐屋     | 五ノ三   | 弥富     | 本数 (毎時) |
| 型 | 方向  | 接続先   | 名 古 屋 本 線 | 名 古 屋 本 線 | 名 古 屋 本 線 | 名 古 屋 本 線 | 名 古 屋 本 線 | 名 古 屋 本 線 | 名 古 屋 本 線 | 名 古 屋 本 線 | 津島線      | 津島線      | 津島線      | 尾 西 線    | 尾 西 線    | 尾 西 線    | 尾 西 線 | 尾 西 線 | 尾 西 線 | 本数 (毎時) |
| -- | ----- | -------- | -------------- | -------------- | -------------- | -------------- | -------------- | -------------- | -------------- | -------------- | ----------- | ----------- | ----------- | ----------- | ----------- | ----------- | -------- | -------- | -------- | ----------- |
| A  | 下り→ | 吉良吉田 |                |                |                |                |                |                |                |                |             |             |             |             |             |             |          |          |          | 2本         |
| A  | 下り→ | 豊明     |                |                |                |                |                |                |                |                |             |             |             |             |             |             |          |          |          | 2本         |
| A  | 下り→ |          |                |                |                |                |                |                |                |                |             |             |             |             |             |             |          | 2本      |          |             |
| A  | 上り← | 吉良吉田 |                |                |                |                |                |                |                |                |             |             |             |             |             |             |          |          |          | 2本         |
| A  | 上り← | 豊明     |                |                |                |                |                |                |                |                |             |             |             |             |             |             |          |          |          | 2本         |
| A  | 上り← |          |                |                |                |                |                |                |                |                |             |             |             |             |             |             |          | 2本      |          |             |
| B  | 下り→ | 河和     | （常滑線→）    | （常滑線→）    | （常滑線→）    | （常滑線→）    | （常滑線→）    | （常滑線→）    | （常滑線→）    | （常滑線→）    | （常滑線→） | （常滑線→） | （常滑線→） | （常滑線→） | （常滑線→） | （常滑線→） |          |          |          | 1本         |
| B  | 下り→ | 吉良吉田 |                |                |                |                |                |                |                |                |             |             |             |             |             |             |          |          |          | 2本         |
| B  | 下り→ | 豊明     |                |                |                |                |                |                |                |                |             |             |             |             |             |             |          |          |          | 2本         |
| B  | 下り→ |          |                |                |                |                |                |                |                |                |             |             |             |             |             |             |          | 2本      |          |             |
| B  | 上り← | 吉良吉田 |                |                |                |                |                |                |                |                |             |             |             |             |             |             |          |          |          | 2本         |
| B  | 上り← | 豊明     |                |                |                |                |                |                |                |                |             |             |             |             |             |             |          |          |          | 2本         |
| B  | 上り← |          |                |                |                |                |                |                |                |                |             |             |             |             |             |             |          | 2本      |          |             |
| C  | 下り  | 吉良吉田 |                |                |                |                |                |                |                |                |             |             |             |             |             |             |          |          |          | 2本         |
| C  | 下り  | 豊明     |                |                |                |                |                |                |                |                |             |             |             |             |             |             |          |          |          | 2本         |
| C  | 上り  | 吉良吉田 |                |                |                |                |                |                |                |                |             |             |             |             |             |             |          |          |          | 2本         |
| C  | 上り  |          |                |                |                |                |                |                |                |                |             |             |             |             |             |             |          | 2本      |          |             |

パターンA（毎時6本パターン）およびパターンB（平日夕方時間帯）は2008年12月27日改正以降のもので、パターンC（毎時4本パターン）は2011年3月26日改正以降の平日昼間帯がパターンAから変更されたのち、2023年3月18日改正で修正が加えられたものである。休日ダイヤは2021年5月22日改正まで終日パターンAだったが、同改正で平日ダイヤと同じ毎時4本パターンに削減されたのち、2023年3月18日改正で平日同様のパターンCに統一された。
毎時6本パターンの場合は図のように上りと下りとで優等列車の設定本数に差異があり、普通停車駅の乗車機会が異なっている。
最大編成は下りは6両、上りは8両であるが、高架化された藤浪駅を除く中間駅は、下り6両・上り8両とホームの長さが異なることが特徴である。全区間の所要時間は優等列車が12 - 13分、普通列車が16 - 17分となっている。線内に待避線がないため先発列車が津島駅（佐屋駅・弥富駅）または須ヶ口駅まで先着する。
直通先の名古屋本線は犬山線など他線区からの直通もあって線路容量が限界に近いため、津島線の輸送力増加策は専ら増発ではなく車両の増結によって対処されてきた。そのため津島線の線路容量は名古屋本線と比べると余裕があり、かつてはその余裕分を使って新川工場（須ヶ口駅構内に所在）で整備された新車や修理車両の試運転を行っていた。
日中の運転サイクル（パターンC）
須ヶ口駅 → （普通） → 名鉄岐阜駅 → （普通） → 須ヶ口駅 → （準急） → 豊明駅 → （準急→須ヶ口駅から普通） → 佐屋駅 → （普通→名鉄名古屋駅から急行） → 吉良吉田駅 → （急行→神宮前駅から普通） → 弥富駅 → （普通） → 須ヶ口駅
平日夕方の運転サイクル（パターンAおよびB、土休日朝にもパターンAを一部運転）
須ヶ口駅 → （普通） → 弥富駅 → （普通→名鉄名古屋駅から準急） → 豊明駅 → （準急→神宮前駅から普通） → 佐屋駅 → （準急→名鉄名古屋駅から急行） → 吉良吉田駅 → （急行→神宮前駅から準急→須ヶ口駅から普通） → 佐屋駅 → （普通） → 須ヶ口駅
土休日夕方の運転サイクル
須ヶ口駅 → （普通） → 佐屋駅 → （普通→名鉄名古屋駅から急行） → 吉良吉田駅 → （急行→神宮前駅から普通） → 弥富駅 → （普通） → 須ヶ口駅

### 特急

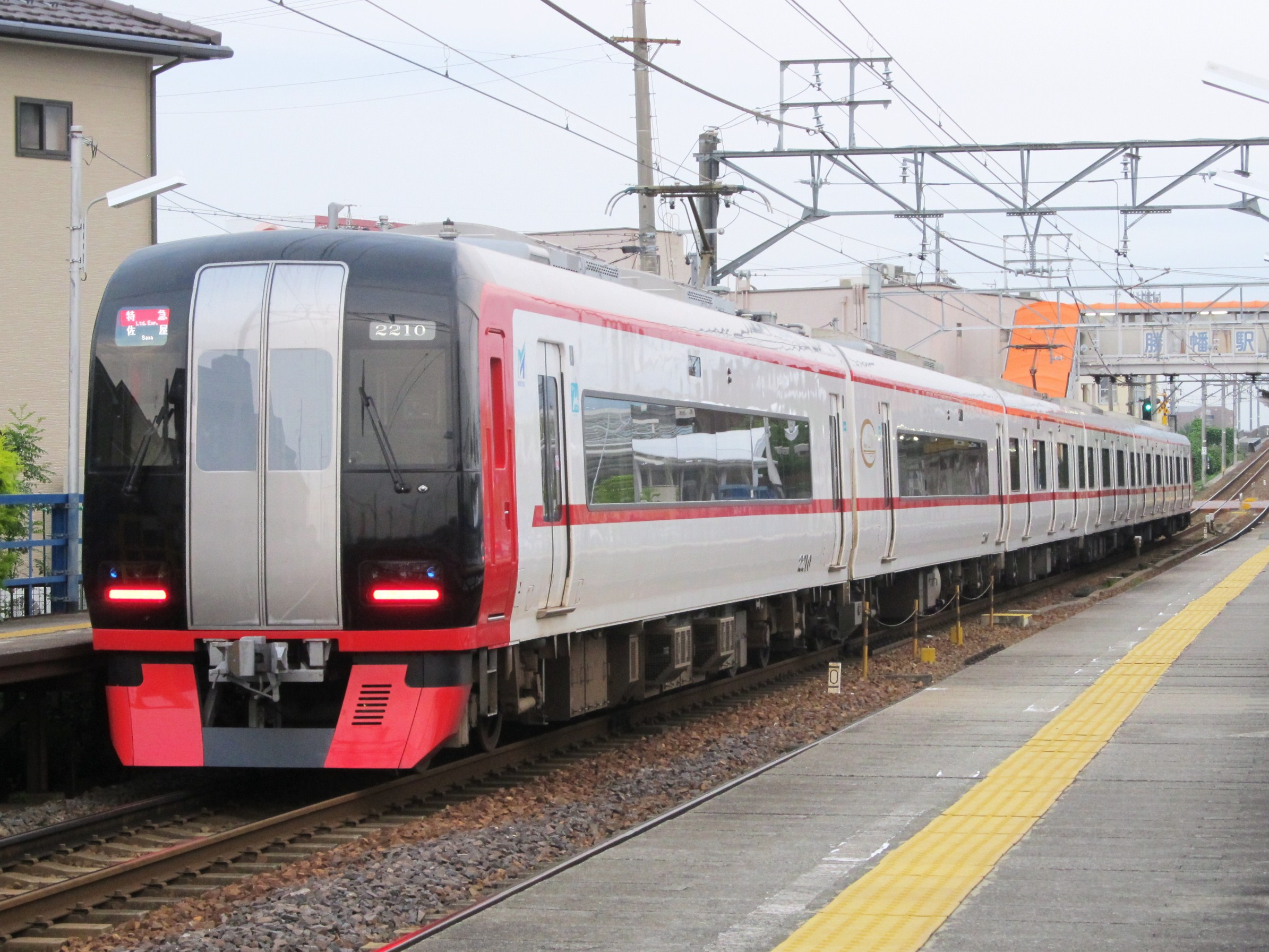
一部特別車特急（2200系）

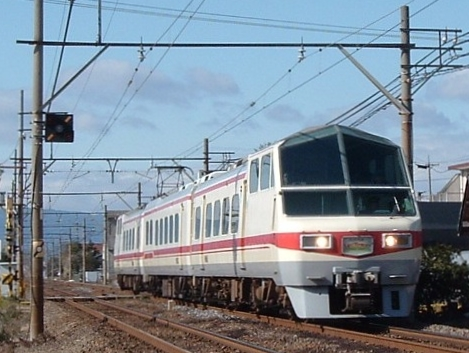
8800系「パノラマDX」

#### 現在の列車
一部特別車特急（2008年12月 - 現行）
津島方面への帰宅利用の便宜を図るために2008年12月改正で新設された系統で、河和線の特急を平日夕方のみ尾西線佐屋駅まで延長運転する形に改めたものである。設定されたのは平日夕方18時台 - 21時台の毎時1本（計4本）で、設定当初は河和駅始発だったが2011年3月改正で内海駅始発に変更された。現行ダイヤ（2023年3月改正）では再び河和駅始発に戻されており、18時台 - 20時台の毎時1本（計3本）である。設定時より従来は特急通過駅であった甚目寺駅にも停車している。
車両は2200系または1200系が使用されていたが、2024年3月16日改正で1200系に統一された（ダイヤ乱れ時などを除く）。全て6両編成であり、8両の列車は存在しない。ゆえに、津島線・尾西線内で特急列車の締切は行われない。

#### 過去の列車
一般特急（1965年 - 1975年）
津島線線内の急行運転開始時期は不明だが、戦前から既に柳橋駅や新名古屋駅に乗り入れていた。当時の優等運用は朝夕時の数本のみで、戦後もしばらくその状態が続いた（この間に設定された急行列車は一時期須ヶ口駅 - 津島駅をノンストップ運行していた）。その後1965年12月改正で特急（一般特急）の定期運用（毎時1本、須ヶ口駅 - 津島駅間ノンストップ）が始まり、翌1966年12月改正で西尾・蒲郡線系統の特急と統合されて毎時2本に増発した。以後、津島線および尾西線の優等列車は西尾・蒲郡線または三河線とペアを組む運用を行っている。津島線一般特急の運行は1960年代後半が最盛期で、一時は尾西線森上・玉ノ井方面への直通特急を合わせた毎時4本の特急が運行されていた。その後は全線に亘る普通列車増発の流れ（1970年12月改正、1974年9月白紙改正）に沿い、津島線の一般特急も急行に格下げされた。最後まで残ったのは1974年3月改正で再設定された森上方面直通特急（毎時1本）で、1975年9月改正で急行に変更された。
座席指定特急（1973年 - 1992年）
1973年11月改正で津島線初の座席指定特急が1往復設定された。この列車は高山本線直通特急「たかやま」用のキハ8000系気動車を使用した間合い特急であり、元々新名古屋駅 - 豊橋駅間に設定されていたものを津島駅まで延長したものである。延長先が津島線だったのは甚目寺駅に気動車の給油設備があったことが関係しているが、1975年9月改正以降は犬山線方面への直通に変更されたため、同改正以降は電車による運転に変更された。1992年11月白紙改正で特急が増発されるまで津島線の特急はこの1往復のみだった。また下り列車（神宮前駅発津島行き393列車）は須ヶ口駅にも停まらず新名古屋駅 - 津島駅間をノンストップで運行していた。
全車指定席（全車特別車）特急（1992年 - 2008年6月）
1992年11月白紙改正で西尾線系統の特急が尾西線佐屋駅まで延長され、津島線の特急が増発された。全車指定席特急（1999年5月改正で全車特別車に改称）の設定本数は毎時1本程度となり、同運用には8800系「パノラマDX」が集中投入された。当初は須ヶ口駅 - 津島駅間をノンストップで運行していたが、2000年3月改正以降は木田駅、勝幡駅に特別停車する列車が増え、2001年10月改正で両駅とも標準停車駅に昇格した。2005年1月白紙改正では西尾・津島系統の特急運用が見直され、利用率が低かった末端部（西尾線吉良吉田駅 - 西尾駅間と名鉄名古屋駅 - 佐屋駅間）の運用が朝方と夕ラッシュ時のみに削減された。その後、この系統自体が2008年6月改正で快速急行以下に格下げされたため、津島線内の特急は一旦消滅した。
その他臨時列車など
尾張津島天王祭などのイベント時には臨時特急が津島駅から運転される。2008年度までは一部特別車が金山行き、全車特別車が神宮前行きであったが、2009年度以降は定期列車の区間延長での対応となり、2009年と2010年は内海行きと西尾行き（ともに一部特別車）が各1本、11年は河和行き（一部特別車）1本のみであった。2012年は普通列車の増発のみの対応となり、臨時特急は運転されなかった。
一部特別車以外の特急列車は定期運行されないが、ダイヤが乱れたときなどに全車一般車の特急が運転されたことがある。
この他に、2005年ダイヤ改正以前は正月に佐屋駅発着の臨時全車特別車特急が豊川稲荷駅まで1往復だけ走っていた（1000系4両。この特急は定期列車とは異なり当時は通過駅であった甚目寺駅にも停車していた）。

### 急行

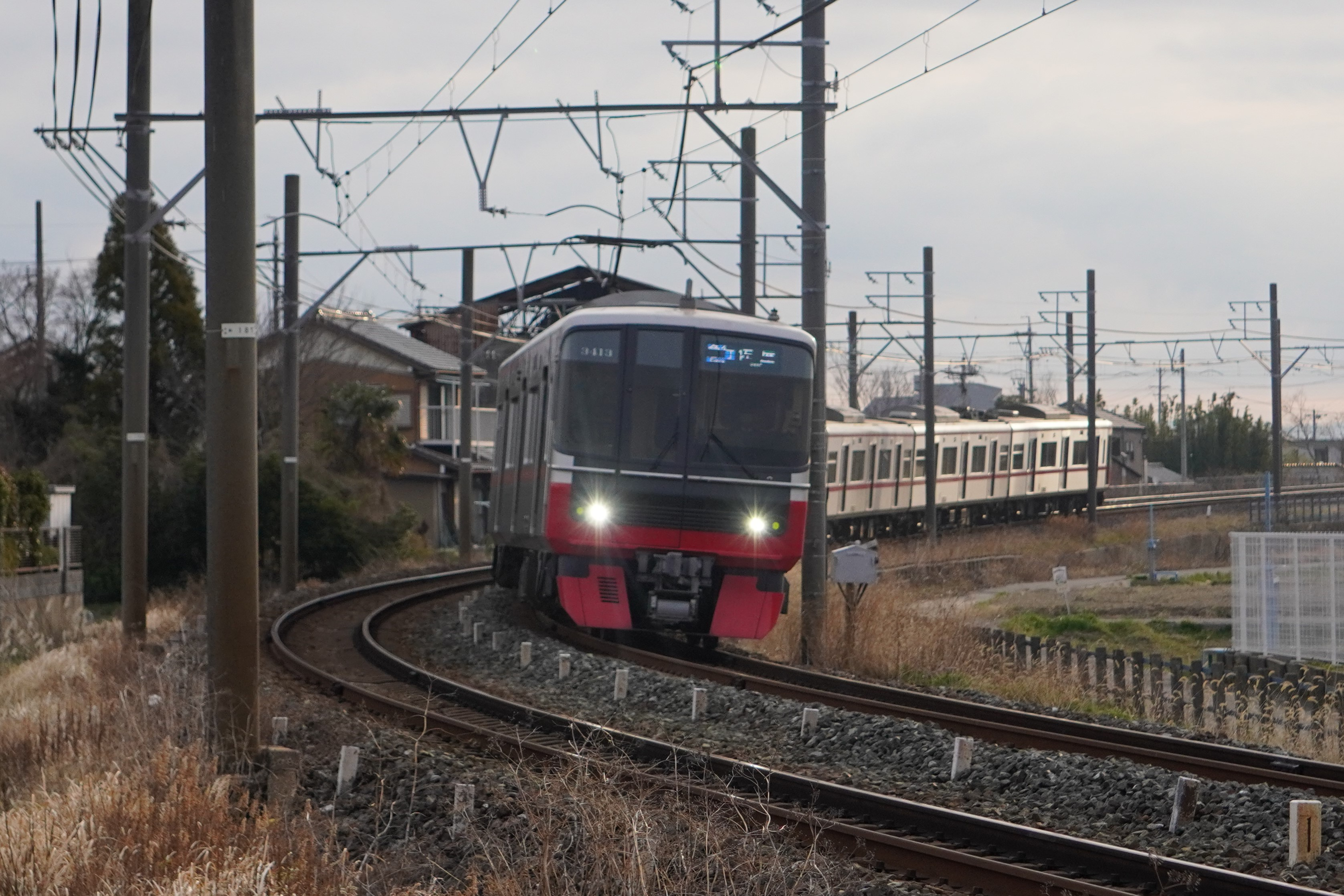
急行（3300系）

2008年12月改正でそれまで快速急行（2005年1月改正以前は急行）として運行されていた西尾線直通系統が準急に変更されたため、津島線内の急行は激減した。2024年3月16日改正現在、津島線内を急行として運行するのは平日の下り朝1本（741列車）のみとなっている。この741列車は尾西線のワンマン運転に対応する6800系の2両編成で運転される。2024年3月16日改正までは3500系・3700系・3300系・9500系のいずれかによる8両編成で運転されており（佐屋駅では増結ができないため上り列車への送り込みを兼ねて8両編成になっていた）、当線内では始発の須ヶ口駅と津島駅以外は6両ホームのため（尾西線の日比野駅は6両、佐屋駅は8両）、名古屋寄り2両は締切を行っていた。
過去に存在した急行列車は基本的に名古屋本線直通列車で直通先も優等運用を行っていたが、2005年1月白紙改正で増発した上り急行（毎時1本）は尾西線・津島線内のみ急行運転し、直通先では普通列車に種別変更していた。この列車は2005年1月白紙改正で廃止された昼間帯の特急を補完する形で設定されたもので、現行パターンに整理される2008年12月改正まで設定されていた。

### 準急

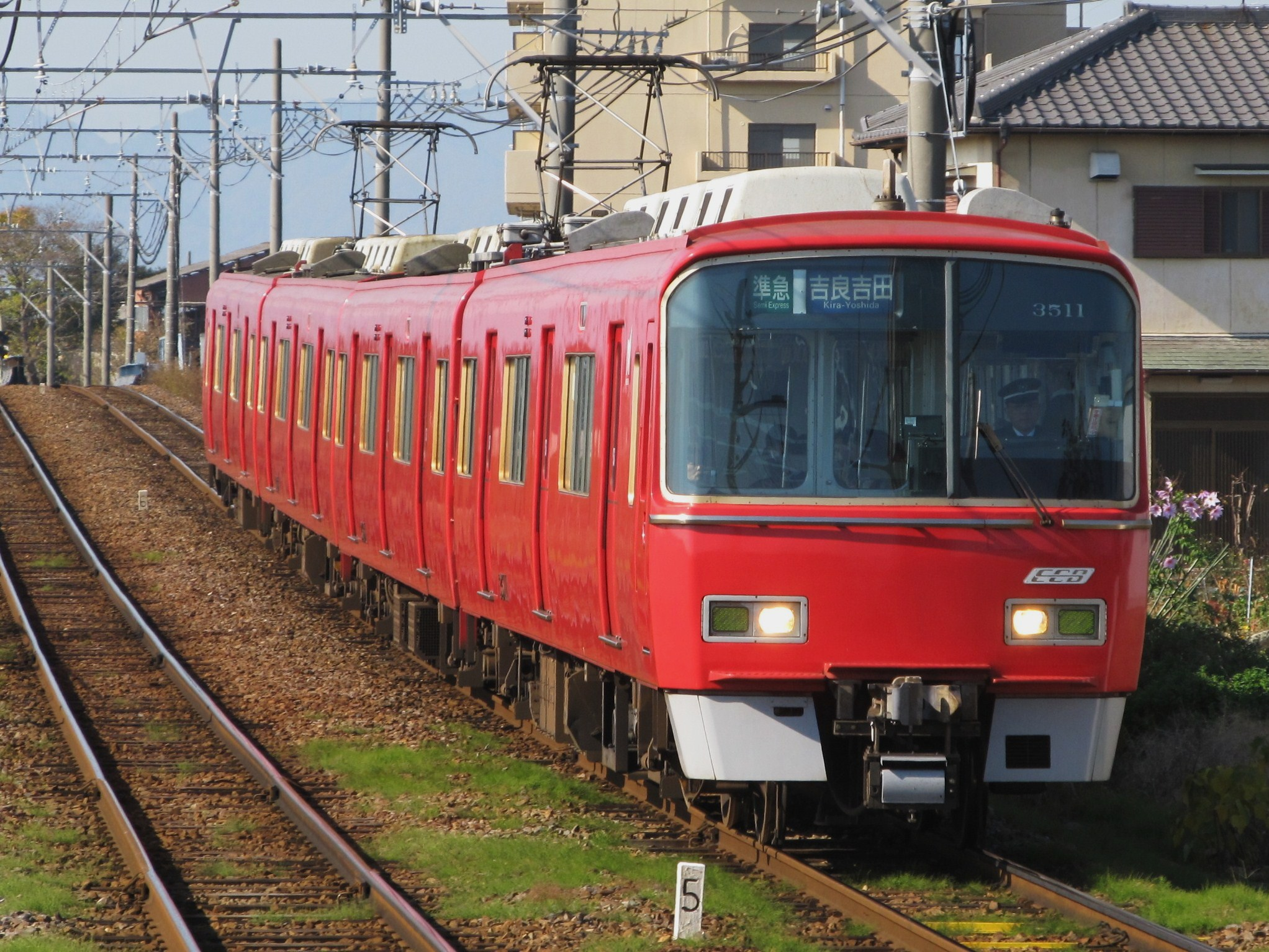
準急（3500系）

平日の夕方ラッシュ時間帯と土休日朝の上りに設定され、尾西線佐屋駅 - 西尾線吉良吉田駅間に毎時2本運行されている（名鉄名古屋駅から先は急行）。同じ系統の下り列車は須ヶ口駅から普通になるため、津島線内を準急で走る下り列車は存在しない（この系統が下りのみ普通に種別変更するようになったのは1998年4月改正以降）。
以前は平日も土休日同様に終日運転されていたが、2011年3月改正で豊明駅発着系統が削減されたため、代替としてこの系統が神宮前駅（下り。上りは名鉄名古屋駅） - 弥富駅間の普通列車を担うようになり、それに伴い当該時間帯の準急運転が無くなった。2021年5月改正でも更に削減されており、津島線内において土休日の準急運転はほとんど無くなっている。
津島線の名古屋本線直通列車は1982年3月改正で一旦大半が普通（名古屋本線内は準急）のみとなったが、翌1983年3月改正で急行が復活し、1985年3月改正からは再び西尾・蒲郡線系統と統合した。下り方面が普通に変更される1998年4月改正までは蒲郡線蒲郡駅 - 尾西線佐屋駅間の運行だったが、同改正で佐屋駅 -  西尾駅間に縮小された（2005年1月白紙改正からは「快速急行」に変更されたが、津島線内の停車駅は同じ）。2008年6月改正で同じ経路を辿っていた全車特別車特急が廃止されると、代替として快速急行を毎時1本から毎時2本に増発し、運行区間も吉良吉田駅 - 佐屋駅間に拡大した。その後、同年12月改正で種別を準急に改めて現在に至る。
現在の準急は急行・特急と同じ停車駅だが、1990年10月改正以前に存在した準急は現在の停車駅に加えて青塚駅にも停車していた（1980年4月改正で準急停車駅に昇格）。晩年の準急列車は平日の上り1本（844A列車）と下り2本（749B列車と741列車）の計3本しかなく、これら3本の列車は準急廃止後（急行化後）も青塚駅に特別停車していた。

### 普通

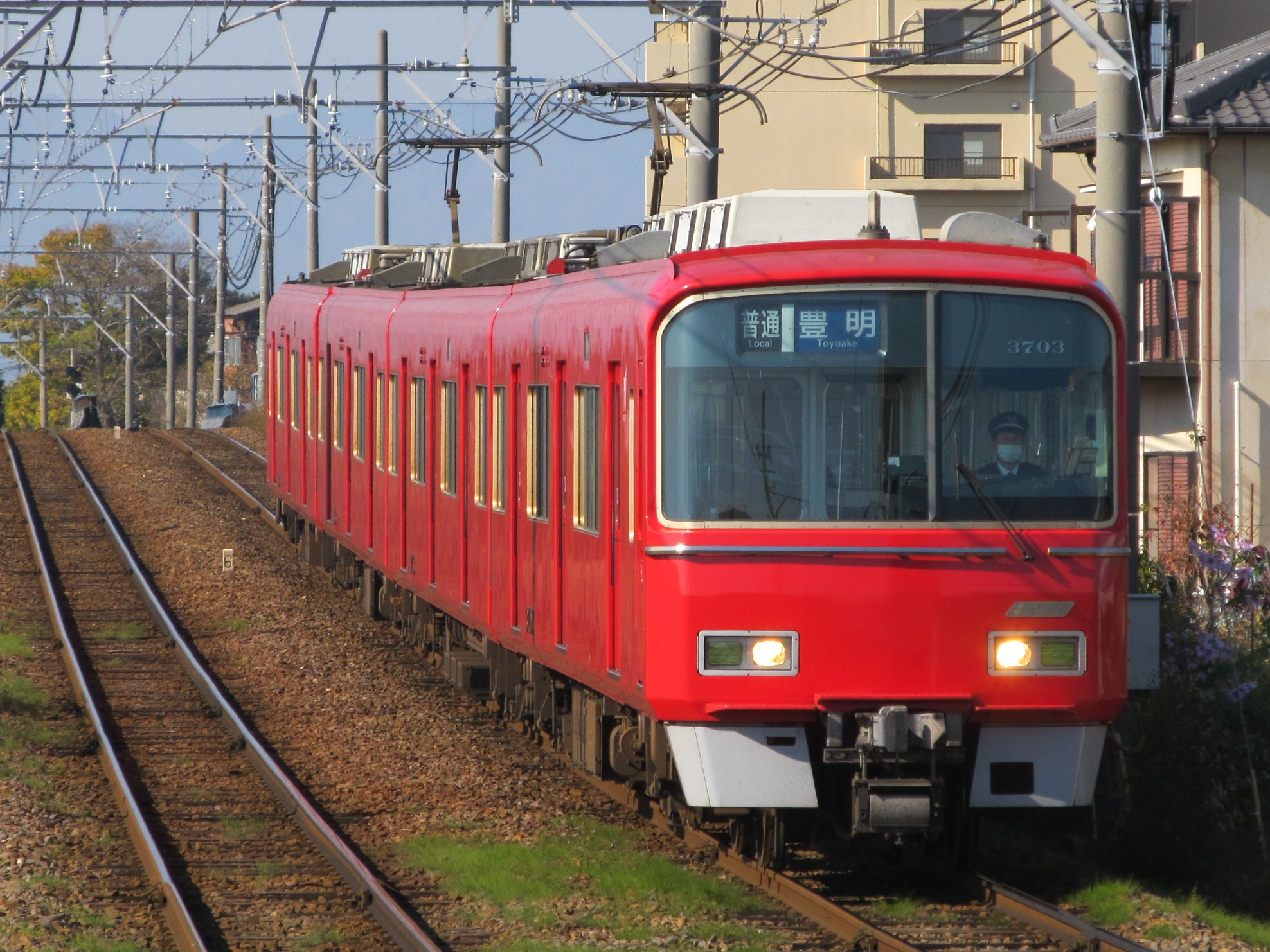
普通（3700系）

終日運転されており、日中は普通のみが運転される（下りは平日の特急3本と急行1本を除いて全て普通）。上下線とも、須ヶ口駅で名古屋本線の急行または準急（主に日中の名古屋方面行き）に連絡するダイヤが基本となっている。
現行ダイヤでは須ヶ口駅 - 佐屋駅（弥富駅）間の列車と名古屋本線直通列車とを組み合わせたダイヤとなっている（設定本数や組み合わせはパターン表を参照）。前述の通り、平日昼間帯以外のパターンは2008年12月改正で組み立てられ、平日昼間帯のみ2011年3月改正で変更（削減）されたものである。2021年5月改正では更に変更されており、土休日も津島線内および名古屋本線直通列車が毎時各2本に削減された。2023年3月改正では更に変更され、日中の下りは平日・土休日とも名古屋本線からの直通列車が毎時4本に戻っている。
平日夕方以降は同じ系統への折り返しは無くなり、吉良吉田駅→佐屋駅→須ヶ口駅→弥富駅→豊明駅→佐屋駅→吉良吉田駅というサイクルで運転されることが多くなる（須ヶ口駅または豊明駅で出入庫となる列車もある）。
佐屋駅（弥富駅） - 豊明駅間の系統は元・三河線（主に海線でごく僅かに山線）直通列車で、2005年白紙改正で三河線への直通が廃止された。同改正から2008年12月改正までは弥富駅 - 知立駅間（2006年4月改正からは、平日夕方以降の上りを除き東岡崎駅発着に延長、須ヶ口駅 - 前後駅間は準急）として運行されていた。2023年3月改正では概ねこの系統が日中に復活した形になっている。
2008年12月改正以前は昼間帯に津島線・尾西線内で完結する列車は少なく、常滑線（河和・内海）方面直通の普通列車と名古屋本線内は優等に種別変更する普通列車がそれぞれ毎時2本運転されていた。
過去には尾西線森上方面と行き来する列車も多数存在した（特急節および尾西線の運行形態参照）が、現在では平日朝ラッシュ時にのみ名鉄一宮駅発の直通列車が3本あるのみである（3760列車、3746列車、3842列車。津島駅でそれぞれ760列車、746列車、842列車に併結する）。
ほとんど4両編成で運転されるが、平日朝などには6両編成で運転される列車がごく数本あるほか（6両の弥富駅発着列車は尾西線に入った五ノ三駅では締切を行う）、平日の朝ラッシュピーク時の上りは6000・6500・6800系や3500・3700・3300・9500系の8両編成により、約10分間隔で運転され、須ヶ口駅で急行や準急に種別変更するパターンとなっている。これらへの送り込みのため設定されている下りの8両編成の列車は、須ヶ口駅、藤浪駅、津島駅を除き、6両ホームのため、名古屋方2両は締切を行う。ごく一部に2両編成での運用もある。
尾張津島天王祭の開催日は夜間に津島駅から普通須ヶ口行きが数本臨時運行される。

## 駅一覧
- 全駅愛知県内に所在。
- 停車駅は2008年12月27日からのもの。
- 普通列車は各駅に停車（表中省略）。

凡例
▲：標準停車駅（上り列車のみ設定） ▼：標準停車駅（下り列車のみ設定） ↑↓：全列車通過（矢印の方向のみ運転）
| 駅番号                                               | 駅名     | 駅間 キロ | 営業 キロ | 準急 | 急行 | 特急 | 接続路線                                        | 所在地 |
| ---------------------------------------------------- | -------- | --------- | --------- | ---- | ---- | ---- | ----------------------------------------------- | ------ |
| NH42                                                 | 須ヶ口駅 | -         | 0.0       | ▲    | ▼    | ▼    | 名古屋鉄道：NH 名古屋本線（豊橋方面に直通あり） | 清須市 |
| TB01                                                 | 甚目寺駅 | 2.0       | 2.0       | ▲    | ▼    | ▼    |                                                 | あま市 |
| TB02                                                 | 七宝駅   | 1.7       | 3.7       | ↑    | ↓    | ↓    |                                                 | あま市 |
| TB03                                                 | 木田駅   | 1.7       | 5.4       | ▲    | ▼    | ▼    |                                                 | あま市 |
| TB04                                                 | 青塚駅   | 1.9       | 7.3       | ↑    | ↓    | ↓    |                                                 | 津島市 |
| TB05                                                 | 勝幡駅   | 1.7       | 9.0       | ▲    | ▼    | ▼    |                                                 | 愛西市 |
| TB06                                                 | 藤浪駅   | 1.2       | 10.2      | ↑    | ↓    | ↓    |                                                 | 愛西市 |
| TB07                                                 | 津島駅   | 1.6       | 11.8      | ▲    | ▼    | ▼    | 名古屋鉄道：TB BS 尾西線                        | 津島市 |
| 大半の列車が TB 尾西線佐屋駅または弥富駅まで直通運転 |          |           |           |      |      |      |                                                 |        |

### 廃駅
- 新居屋駅（甚目寺駅 - 七宝駅間） - 1944年休止、1969年4月5日廃止。
- 津島口駅（藤浪駅 - 新津島駅間） - 1944年休止、1969年4月5日廃止。

## 乗降客数
- 出典・統計年度：1日平均乗降客数は2023年度[85]、年間乗車人数は2009年度[86]。

| 駅名     | 1日平均 乗降客数 | 年間 乗車人数 | 備考           |
| -------- | ---------------- | ------------- | -------------- |
| 須ヶ口駅 | 7,146            | 1,465,628     | 名古屋本線含む |
| 甚目寺駅 | 10,180           | 1,603,910     |                |
| 七宝駅   | 5,233            | 762,071       |                |
| 木田駅   | 6,691            | 1,165,867     |                |
| 青塚駅   | 3,054            | 674,601       |                |
| 勝幡駅   | 4,075            | 797,487       |                |
| 藤浪駅   | 4,809            | 496,698       |                |
| 津島駅   | 10,790           | 2,357,835     | 尾西線含む     |